# Schizm: Prawdziwe wyzwanie
Schizm: Prawdziwe wyzwanie (ang. Schizm: Mysterious Journey) – komputerowa gra przygodowa autorstwa polskiego studia Detalion, wydana w 2001 roku przez LK Avalon. Akcja gry jest osadzona w niedalekiej przyszłości, a gracz kieruje w niej dwoma naukowcami wysłanymi z zaopatrzeniem na odległą planetę. Schizm wymaga od gracza zdolności rozwiązywania licznych zagadek występujących w grze. W 2003 roku ukazał się sequel Schizma pod nazwą Schizm II: Kameleon.

## Fabuła
Gra rozpoczyna się intrem w postaci programu telewizyjnego Jane Cardrey, Oko świata, w którym gośćmi są dwaj bohaterowie gry: Hannah Grant i Sam Mainey. Zaczynają swoje opowiadanie od genezy ich pobytu na planecie Argilus. Gracz dowiaduje się, że po dotarciu na orbitę wspomnianej planety oraz wykonaniu skanu jej powierzchni odkryli całe miasta, fabryki i kompleksy wysoko rozwiniętej cywilizacji, jednak na planecie nie było żadnych istot rozumnych, twórców tej cywilizacji. Wyglądało to, jak sytuacja z okrętem widmo „Mary Celeste”. Z tego też względu nie podjęto decyzji o zasiedleniu. Jednak pod wpływem nacisków z centrali na Ziemi zostaje wysłany zespół badawczy. Następnie ma zostać dostarczone zaopatrzenie dla bazy naukowców, a w tym celu wysłany zostaje transportowiec ECS Angel z dwójką pilotów – bohaterów programu TV. Tracą oni nagle łączność z bazą, wcześniej nie mogąc nawiązać kontaktu z naukowcami przebywającymi na planecie. Postanawiają się katapultować i spotkać w Bazie 1. W tym momencie, roku 2083, sterowanie przejmuje gracz.

### Bohaterowie
Gracz ma do dyspozycji dwie postacie, kobietę – Hannah Grant, oraz mężczyznę – Sama Maineya, między którymi może się swobodnie przełączać. Jest to dwójka pilotów statku transportowego ECS Angel, z zaopatrzeniem dla założonej na planecie Argilus bazy badawczej ludzi. Naukowcy, którzy wcześniej zostali wysłani w celu zbadania fenomenu planety, występują w nagraniach, dostępnych w pozostawionych, w różnych lokacjach, dziennikach. Znajdują się w nich zapisy, w których opisują zastaną sytuację.
Można też natknąć się na hologramy naukowców, które będą starały się udzielić graczowi wskazówek. Oprócz tego gracz spotyka też ludność miejscową, która również stara się podpowiedzieć graczowi sposób rozwiązania zagadek.

## Rozgrywka
Gracz porusza się poprzez wskazywanie myszą odpowiednich punktów na ekranie. Może on również obracać się w dostępnych w danej chwili płaszczyznach, wciskać przyciski, podnosić i kłaść wybrane przedmioty w odpowiednich miejscach (przedmioty uaktywniają się, gdy gracz znajduje się we właściwym miejscu). Ma też możliwość poruszania przyrządami, obracania zaworów i dźwigni. Gracz może wchodzić w interakcje z różnymi postaciami; jest też zobowiązany do rozwiązywania zagadek o różnym poziomie trudności, które wymagają sprawności matematycznej oraz sprawdzają umiejętność spostrzegawczości.

## Technologia
W grze zastosowano użyty wcześniej w grze Reah: Zmierz się z nieznanym autorski silnik Rolanda Pantoły, V-Cruise. Pozwala ona na budowę rozległego świata gry w postaci prerenderowanych obrazów, zapewniając dużą swobodę ruchu i wrażenie trójwymiarowości, poprzez udostępnienie pełnych, płynnych obrotów o 360°, spoglądania w dół i górę oraz przybliżania. Materiał graficzny jest skompresowany, dzięki czemu możliwe stało się włączenie w sceny sekwencji wideo z aktorami. Gra z racji tego, iż opiera się na obrazach dwuwymiarowych, nie pozwala na zobaczenie drugiej kierowanej postaci, co rozwiązano za pomocą odpowiednio skonstruowanej fabuły. Grą można sterować tylko za pomocą myszy. Gra w podstawowej wersji została stworzona pod kątem umieszczenia na nośniku DVD. Przygotowano również wersję na 5 płytach CD. Jest ona nieco okrojona ze względu na kompresję materiału graficznego i dźwiękowego.
Terry Dowling, który podjął prace nad scenariuszem na etapie pisania dialogów, pisał je od razu w języku angielskim, co było atutem współpracy; wydawca, podobnie jak przy poprzedniej grze celował w rynek międzynarodowy. Dialogi tłumaczono na polski, lecz ucierpiała na tym synchronizacja z ruchem warg aktorów. 
Budżet produkcji przekroczył 150 tysięcy USD (według Secret Service Schizm był najdroższą jak do tej pory polską grą. W ciągu pierwszego roku sprzedaży, nabyło ją 250 tysięcy graczy. 
Miesięcznik Secret Service przyznał grze ocenę 7/10.